# Cosas (revista)
Cosas fue una revista chilena de vida social, espectáculos, política, moda y cultura. Fue publicada entre octubre de 1976 y diciembre de 2018 por la Editorial Tiempo Presente y su eslogan era «Una revista internacional». Sin embargo, varias de sus ediciones locales en otros países como Perú se continúan publicando.
La revista presentaba la vida de diferentes gobernantes, políticos, animadores de televisión, actores, modelos y varias celebridades chilenas e internacionales; tenía por principal competencia a la revista Caras. Su fundadora y directora fue Mónica Comandari Kaiser.

## Historia
Tomando como referentes a las revistas Gente y la actualidad de Argentina, Paris Match de Francia, ¡Hola! de España y People de Estados Unidos, fue fundada en 1976 por las periodistas Verónica López Helfmann y Mónica Comandari —quienes trabajaban en la revista Contigo, la cual había cerrado en julio de 1976—, lanzando su primer número el 14 de octubre de ese año, el cual tenía en portada a la cantante y actriz francesa Sylvie Vartan, quien fue entrevistada de forma exclusiva por el medio en París. Cosas es considerada la precursora en Chile del «estilo glamoroso y magazinesco, y orientada hacia un público de clase alta». Entre el equipo de periodistas que participaron de la revista se encontraba a Raquel Correa, Elizabeth Subercaseaux, Malú Sierra y André Jouffé.
En una primera etapa, durante la década de 1970, Cosas se dedicó a la política nacional, con entrevistas tanto a las autoridades de la dictadura militar como a los miembros de la oposición al régimen, lo cual se complementaba con farándula internacional. En ese periodo publicó entrevistas exclusivas a Milton Friedman y Salvador Dalí. A fines de la década, y con mayor fuerza durante la década de 1980, la revista comenzó a incorporar progresivamente contenidos sobre farándula chilena –siendo Raquel Argandoña y Cecilia Bolocco, frecuentes protagonistas de sus ediciones–, temática que terminó por desplazar a los espectáculos internacionales y la política.

Hasta fines de 1978 las portadas de Cosas habían estado consagradas exclusivamente a figuras de la realeza europea. La edición del 7 de diciembre fue una excepción. La tapa mostraba a Jaqueline Pinochet camino del altar, de la mano de su padre, en uniforme de gala y con la banda presidencial.
Óscar Contardo, Siútico: arribismo, abajismo y vida social en Chile (2017).

En 1986 Verónica López vendió a Mónica Comandari su participación en la sociedad editora de la revista. La revista vivió un proceso de expansión internacional que la llevó a lanzar ediciones propias en Venezuela (1982-2004), Perú (1990), Ecuador (1994), Bolivia (1999-2018), Nicaragua (2002-2019) y México (2014). En 2001 abrió una oficina comercial en Miami para la venta de espacios publicitarios en las distintas ediciones locales de la revista.
Los cambios en la industria provocaron la reducción de su circulación y de su personal hacia los años 2010, provocando su cierre definitivo el 28 de diciembre de 2018:

El equipo periodístico de COSAS les da las gracias por acompañarnos fielmente estos 42 años, por leernos, por preferirnos y por permitirnos ser parte de sus vidas. Revista COSAS cierra hoy sus páginas con la certeza de haber sido un medio que hizo historia, encabezado por Mónica Comandari. Hasta siempre, Equipo COSAS.
Cosas, 28 de diciembre de 2018.